# P&O Ferries Dover super-ferries
Courant septembre 2019, la compagnie P&O Ferries a annoncé deux nouveaux navires pour sa route transmanche Calais-Douvres. Ces deux nouveaux navires,le P&O Pioneer et le P&O Liberte, viendront remplacer en 2023 les navires Pride of Kent, Pride of Canterbury ainsi que le Pride of Burgundy construits dans les années 90.

## Présentation
Ces nouveaux ferrys apportent leur lot de nouveautés : en effet, ils devraient être hybrides ce qui réduirait de 40% la consommation en fuel et qui baisserait ainsi l'empreinte carbone. La nouveauté majeure est la double-proue de ces ferrys, ils possèderont deux passerelles navigation ainsi que deux propulseurs azimutaux. Cela permettra d'éviter les manœuvres dans les ports de Calais et Douvres, d'améliorer la manœuvrabilité et ainsi avoir un gain de temps de 7 minutes et de 1 tonne de fuel.
Ces navires à double-proue auront une capacité maximale de 1 800 passagers, soit une capacité totale de 3 658 mètres, légèrement différente des chiffres indiqués par P&O Ferries dans leur communiqué de presse, qui était de 1 500 passagers et 2800 mètres linéaires de garages pour le fret sur deux ponts principaux et pouvant accueillir 200 voitures sur le pont supérieur.

## Aménagements
- Ponts extérieurs pour observer les falaises de Douvres et la Côte d'Opale.
- Vue panoramique depuis le centre du navire.